# Equipoise
 (novembre 2023).
Si vous disposez d'ouvrages ou d'articles de référence ou si vous connaissez des sites web de qualité traitant du thème abordé ici, merci de compléter l'article en donnant les références utiles à sa vérifiabilité et en les liant à la section « Notes et références ».
Equipoise (1928-1938) est un cheval de course pur-sang américain. Deux fois élu cheval de l'année aux États-Unis, en 1932 et 1933, il est membre du Hall of Fame des courses américaines. 

## Carrière de course
Élevé par Harry Payne Whitney et propriété de son fils Cornelius Vanderbilt Whitney, Equipoise passe, par son modèle ingrat, pour le vilain petit canard de l'élevage. Il est donc envoyé chez Fred Hopkins, qui entraîne les seconds couteaux de l'écurie Whitney, les poulains sur lesquels on fonde peu d'espoir. Pourtant Equipoise montre de la qualité lorsqu'il débute en avril 1930, et il est vite envoyé chez Thomas J. Healey, qui entraîne la crème des chevaux estampillés Whitney. Le poulain ne chôme pas et se produit en compétition toutes les semaines, un régime de travail courant dans les années 30, inimaginable aujourd'hui. Et ne tarde pas à grimper les échelons, malgré des mésaventures (une chute, une disqualification de la première place pour gêne dans les importants Youthful Stakes). À la fin du printemps, ses victoires dans les Keen Memorial Stakes, les Great American Stakes ou les National Stallion Stakes font de lui un prétendant solide au titre de meilleur 2 ans américain. Mais les deux courses qui, à l'époque, décident de l'obtention du titre, les Champagne Stakes et les Futurity Stakes, lui échappent à chaque fois d'une tête, d'abord au profit de Mate, ensuite à celui de Jamestown, qui l'avait déjà battu un mois plus tôt, mais qu'on ne reverra plus dans la suite de cette saison. Equipoise, lui, continue son bonhomme de chemin mais se heurte à un champion en devenir, Twenty Grand, qui manquera de peu la Triple Couronne 1931. Deux fois Twenty Grand le devance, mais c'est bien lui qui a le dernier mot dans le Pimlico Futurity. Il est donc sacré 2 ans de l'année 1930.     
Favori tout désigné du Kentucky Derby, d'autant qu'il effectue une rentrée gagnante en avril, Equipoise cause une terrible désillusion à son entourage lorsqu'il sombre complètement dans une préparatoire au Derby : le poulain souffre d'azoturia, une sévère pathologie sporadique. Il s'aligne quand même dans les Preakness Stakes, qui à l'époque constitue le premier volet de la Triple Couronne. Il termine quatrième, au courage, mais déclare forfait pour le Derby, les Belmont Stakes (tous deux remportés par Twenty Grand, deuxième auparavant des Preakness Stakes) et le reste de la saison.      
On retrouve donc Equipoise en 1932 et, visiblement, le cheval a recouvré l'intégralité de ses moyens : d'avril à juillet, il aligne sept victoires consécutives, dont le Metropolitan Handicap et le Delavan Purse à Arlington Park, où il bat son rival de l'année précédente Jamestown et s'offre en prime le record du monde du mile en 1'34"40. Il remporte cette année-là dix de ses quatorze sorties et obtient un premier titre de cheval de l'année. La saison 1933 est du même acabit : Equipoise gagne les sept premières courses qu'il dispute, conserve son titre dans le Metropolitan Handicap et ajoute à son palmarès le Suburban Handicap, la Hawthorne Gold Cup ou encore la Saratoga Cup, dans laquelle il prouve sa tenue. Bien que sévèrement battu dans la Jockey Club Gold Cup, il est une nouvelle fois élu cheval de l'année.     
Equipoise est maintenu à l'entraînement à 6 ans, avec pour objectif de s'approprier le record de gains du champion Sun Beau. Il n'y parviendra pas, mais remporte trois des six courses qu'il dispute. En 1935, il se lance dans une nouvelle campagne, qui va tourner court : envoyé en Californie pour disputer le Santa Anita Handicap, alors la course la plus richement dotée au monde, il est battu, aussi bien dans les préparatoires que dans la belle. Accusant le poids des ans, Equipoise est envoyé vers une retraite bien méritée. Dans leur livre de référence A Century of Champions, John Randall et Tony Morris le classe au 163e des meilleurs chevaux du 20e siècle, toutes nationalités confondues. Sur la liste des 100 meilleurs chevaux de sport hippique américain du XXe siècle établie en 1999 par le magazine The Blood-Horse, il occupe 21e rang. Il est admis au Hall of Fame des courses américaines en 1957.         

### Résumé de carrière
| Date         | Hippodrome        | Pays        | Course                       | Distance    | Jockey       | Place       | Écart       | Vainqueur ou deuxième |
| 1930, 2 ans  | 1930, 2 ans       | 1930, 2 ans | 1930, 2 ans                  | 1930, 2 ans | 1930, 2 ans  | 1930, 2 ans | 1930, 2 ans | 1930, 2 ans           |
| ------------ | ----------------- | ----------- | ---------------------------- | ----------- | ------------ | ----------- | ----------- | --------------------- |
| 7 avril      | Bowie             | États-Unis  | Allowance                    | 800 m       | A. Robertson | 1er / 11    | 4           | Gildelia              |
| 15 avril     | Havre de Grace    | États-Unis  | Allowance                    | 900 m       | A. Robertson | 1er / 15    | 1 ½         | Schooner              |
| 23 avril     | Havre de Grace    | États-Unis  | Aberdeen Stakes              | 900 m       | A. Robertson | 3e / 10     | 4           | Vander Pool           |
| 2 mai        | Pimlico           | États-Unis  | Pimlico Nursery Stakes       | 900 m       | R. Workman   | tbé         |             | Happy Scot            |
| 10 mai       | Jamaica           | États-Unis  | Youthful Stakes              | 1 000 m     | R. Workman   | 1er disq.   |             | Vander Pool           |
| 17 mai       | Belmont Park      | États-Unis  | Keen Memorial Stakes         | 900 m       | R. Workman   | 1er / 5     | 2           | Happy Scot            |
| 27 mai       | Belmont Park      | États-Unis  | Juvenile Stakes              | 1 000 m     | R. Workman   | 1er / 7     | enc.        | Happy Scot            |
| 7 juin       | Belmont Park      | États-Unis  | National Stallion Stakes     | 1 000 m     | R. Workman   | 1er / 8     | 6           | Polydorus             |
| 21 juin      | Aqueduct          | États-Unis  | Great American Stakes        | 1 000 m     | R. Workman   | 1er / 7     | 2           | Polydorus             |
| 9 août       | Saratoga          | États-Unis  | Saratoga Special Stakes      | 1 200 m     | R. Workman   | 2e / 4      | 2 ½         | Jamestown             |
| 6 septembre  | Belmont Park      | États-Unis  | Champagne Stakes             | 1 400 m     | R. Workman   | 2e / 10     | tête        | Mate                  |
| 13 septembre | Belmont Park      | États-Unis  | Futurity Stakes              | 1 400 m     | R. Workman   | 2e / 15     | tête        | Jamestown             |
| 27 septembre | Havre de Grace    | États-Unis  | Eastern Shore Handicap       | 1 600 m     | R. Workman   | 1er / 15    | 5           | Don Leon              |
| 4 octobre    | Aqueduct          | États-Unis  | Junior Champion Stakes       | 1 600 m     | R. Workman   | 2e / 7      | 1           | Twenty Grand          |
| 16 octobre   | Churchill Downs   | États-Unis  | Kentucky Jockey Club Stakes  | 1 600 m     | R. Workman   | 2e / 7      | nez         | Twenty Grand          |
| 5 novembre   | Pimlico           | États-Unis  | Pimlico Futurity             | 1 700 m     | R. Workman   | 1er / 8     | 1/2         | Twenty Grand          |
| 1931, 3 ans  |                   |             |                              |             |              |             |             |                       |
| 13 avril     | Havre de Grace    | États-Unis  | Allowance                    | 1 200 m     | A. Robertson | 1er / 5     | 2 ½         | Panetian              |
| 25 avril     | Havre de Grace    | États-Unis  | Chesapeake Stakes            | 1 700 m     | A. Robertson | 6e / 6      | 13          | Anchors Aweigh        |
| 9 mai        | Pimlico           | États-Unis  | Preakness Stakes             | 1 900 m     | R. Workman   | 4e / 7      | 2 ¾         | Mate                  |
| 1932, 4 ans  |                   |             |                              |             |              |             |             |                       |
| 13 avril     | Bowie             | États-Unis  | Handicap race                | 1 000 m     | R. Workman   | 1er / 7     | 1/2         | Hygro                 |
| 16 avril     | Havre de Grace    | États-Unis  | Hurford Handicap             | 1 200 m     | R. Workman   | 1er / 12    | 3           | Happy Scot            |
| 12 mai       | Belmont Park      | États-Unis  | Toboggan Handicap            | 1 200 m     | R. Workman   | 1er / 10    | 1           | Ironclad              |
| 21 mai       | Belmont Park      | États-Unis  | Metropolitan Handicap        | 1 600 m     | R. Workman   | 1er / 7     | 2 ½         | Sun Meadow            |
| 30 juin      | Arlington Park    | États-Unis  | Delavan Purse                | 1 600 m     | R. Workman   | 1er / 3     | 3           | Jamestown             |
| 4 juillet    | Arlington Park    | États-Unis  | Stars & Stripes Handicap     | 1 800 m     | R. Workman   | 1er / 6     | 3/4         | Tred Avon             |
| 9 juillet    | Arlington Park    | États-Unis  | Arlington Gold Cup           | 2 000 m     | R. Workman   | 1er / 3     | 4           | Gusto                 |
| 23 juillet   | Arlington Park    | États-Unis  | Arlington Handicap           | 2 000 m     | R. Workman   | 2e / 6      | enc.        | Plucky Play           |
| 6 août       | Saratoga          | États-Unis  | Wilson Stakes                | 1 600 m     | R. Workman   | 1er / 3     | 2           | Blind Bowboy          |
| 13 août      | Saratoga          | États-Unis  | Whitney Handicap             | 2 000 m     | R. Workman   | 1er / 3     | 3           | Gusto                 |
| 24 septembre | Havre de Grace    | États-Unis  | Handicap race                | 1 200 m     | R. Workman   | 5e / 5      | 9           | Pairbypair            |
| 1er octobre  | Havre de Grace    | États-Unis  | Havre de Grace Handicap      | 1 800 m     | R. Workman   | 1er / 13    | 1           | Gallant Sir           |
| 15 octobre   | Laurel Park       | États-Unis  | Laurel Stakes                | 1 600 m     | R. Workman   | 3e / 7      | 1 ½         | Jack High             |
| 29 octobre   | Laurel Park       | États-Unis  | Washington Handicap          | 2 000 m     | R. Workman   | 2e / 9      | tête        | Tred Avon             |
| 1933, 5 ans  |                   |             |                              |             |              |             |             |                       |
| 22 avril     | Havre de Grace    | États-Unis  | Philadelphia Handicap        | 1 700 m     | R. Workman   | 1er / 8     | 1 ½         | Tred Avon             |
| 3 juin       | Belmont Park      | États-Unis  | Metropolitan Handicap        | 1 600 m     | R. Workman   | 1er / 10    | 4           | Okapi                 |
| 7 juin       | Belmont Park      | États-Unis  | Suburban Handicap            | 2 000 m     | R. Workman   | 1er / 7     | 2           | Osculator             |
| 22 juillet   | Arlington Park    | États-Unis  | Arlington Handicap           | 2 000 m     | R. Workman   | 1er / 7     | 1 ½         | Watch Him             |
| 3 août       | Saratoga          | États-Unis  | Wilson Stakes                | 1 600 m     | R. Workman   | 1er / 7     | 3           | Tambour               |
| 24 août      | Hawthorne         | États-Unis  | Hawthorne Gold Cup           | 2 000 m     | R. Workman   | 1er / 5     | 2           | Gallant Sir           |
| 2 septembre  | Saratoga          | États-Unis  | Saratoga Cup                 | 2 800 m     | R. Workman   | 1er / 3     | 1 ½         | Gusto                 |
| 16 septembre | Belmont Park      | États-Unis  | Jockey Club Gold Cup         | 3 200 m     | R. Workman   | 3e / 4      | 12          | Dark Secret           |
| 30 septembre | Havre de Grace    | États-Unis  | Havre de Grace Handicap      | 1 800 m     | R. Workman   | 2e / 9      | 1           | Osculator             |
| 1934, 6 ans  |                   |             |                              |             |              |             |             |                       |
| 21 avril     | Havre de Grace    | États-Unis  | Philadelphia Handicap        | 1 700 m     | R. Workman   | 1er / 5     | 1           | Springstee            |
| 5 mai        | Pimlico           | États-Unis  | Dixie Handicap               | 1 900 m     | R. Workman   | 1er / 4     | 1 ½         | Chatmoss              |
| 19 mai       | Belmont Park      | États-Unis  | Metropolitan Handicap        | 1 600 m     | R. Workman   | 1er disq.   |             | Mr. Khyym             |
| 30 mai       | Belmont Park      | États-Unis  | Suburban Handicap            | 2 000 m     | A. Robertson | 2e / 8      | nez         | Ladysman              |
| 31 octobre   | Narragansett Park | États-Unis  | Invitation Stakes            | 1 200 m     | R. Workman   | 3e / 5      | 1/2         | Okapi                 |
| 6 novembre   | Belmont Park      | États-Unis  | Whitney Gold Trophy Handicap | 2 000 m     | R. Workman   | 1er / 6     | 1 ½         | Faireno               |
| 1935, 7 ans  |                   |             |                              |             |              |             |             |                       |
| 13 février   | Santa Anita       | États-Unis  | Handicap race                | 1 600 m     | R. Workman   | 2e / 8      | 1           | Sweping Light         |
| 18 février   | Santa Anita       | États-Unis  | Handicap race                | 1 700 m     | R. Workman   | 1er disq.   |             | Twenty Grand          |
| 23 février   | Santa Anita       | États-Unis  | Santa Anita Handicap         | 2 000 m     | R. Workman   | 7e / 20     | 7 ½         | Azucar                |

## Au haras
La carrière d'étalon d'Equipoise fut aussi prometteuse que brève, puisqu'il meurt prématurément en 1938, à dix ans et après seulement quatre saisons de monte. Il eut tout de même le temps de laisser une trace au haras et de conquérir un titre posthume de tête de liste des étalons américains en 1942, notamment à la faveur des exploits de son fils Shut Out, vainqueur du Kentucky Derby et des Belmont Stakes cette année-là. Il est aussi le père de Bolingbroke, lauréat de la Jockey Club Gold Cup en 1944, et le père de mère du vainqueur de la Triple Couronne 1946, Assault, et celui de Gaga, la mère du champion Tom Fool.

## Origines
Equipoise est de loin le meilleur produit de Pennant, lequel fut un champion à 2 ans pour l'écurie Whitney, remportant notamment le Belmont Futurity. Il est un proche parent de Seabiscuit puisque sa mère, la bonne Swinging (placée des Demoiselle Stakes et des Matron Stakes), est une sœur de Balance, la deuxième mère du légendaire champion. Toutes deux sont issues de la Française Balançoire, importée par les Whitney en 1919, et qui s'avéra une formidable poulinière puisqu'elle donna aussi le très bon Distraction, vainqueur des Wood Memorial Stakes. 

### Pedigree
| Origines de Equipoise (USA), mâle alezan né en 1928 | Origines de Equipoise (USA), mâle alezan né en 1928 | Origines de Equipoise (USA), mâle alezan né en 1928 | Origines de Equipoise (USA), mâle alezan né en 1928 |
| --------------------------------------------------- | --------------------------------------------------- | --------------------------------------------------- | --------------------------------------------------- |
| Père Pennant 1911                                   | Peter Pan 1904                                      | Commando                                            | Domino                                              |
| Père Pennant 1911                                   | Peter Pan 1904                                      | Commando                                            | Emma C.                                             |
| Père Pennant 1911                                   | Peter Pan 1904                                      | Cinderella                                          | Hermit                                              |
| Père Pennant 1911                                   | Peter Pan 1904                                      | Cinderella                                          | Mazurka                                             |
| Père Pennant 1911                                   | Royal Rose 1894                                     | Royal Hampron                                       | Hampton                                             |
| Père Pennant 1911                                   | Royal Rose 1894                                     | Royal Hampron                                       | Princess                                            |
| Père Pennant 1911                                   | Royal Rose 1894                                     | Belle Rose                                          | Beaudesert                                          |
| Père Pennant 1911                                   | Royal Rose 1894                                     | Belle Rose                                          | Monte Rosa                                          |
| Mère Swinging 1922                                  | Broomstick 1901                                     | Ben Brush                                           | Bramble                                             |
| Mère Swinging 1922                                  | Broomstick 1901                                     | Ben Brush                                           | Roseville                                           |
| Mère Swinging 1922                                  | Broomstick 1901                                     | Elf                                                 | Galliard                                            |
| Mère Swinging 1922                                  | Broomstick 1901                                     | Elf                                                 | Sylvabelle                                          |
| Mère Swinging 1922                                  | Balançoire 1911                                     | Meddler                                             | St. Gatien                                          |
| Mère Swinging 1922                                  | Balançoire 1911                                     | Meddler                                             | Busybody                                            |
| Mère Swinging 1922                                  | Balançoire 1911                                     | Ballantrae                                          | Ayrshire                                            |
| Mère Swinging 1922                                  | Balançoire 1911                                     | Ballantrae                                          | Abeyance (famille 5-j)                              |